# Charles Gaston Crosson-Duplessis
Charles Gaston Crosson-Duplessis, né Crosson-Duplessix le 1er janvier 1865 à Mélecey et mort le 4 décembre 1931 à Nice, est un explorateur et un général de division français.

## Biographie
Charles Gaston Crosson-Duplessix naît en 1865 à Mélecey. En 1891, un jugement du tribunal de Lure ordonne que son nom soit désormais orthographié Crosson-Duplessis. 
Membre de la mission Joffre au Soudan en 1892, il contribue en 1898 à créer le port autonome d'Abidjan. Il est, au début du XXe siècle, directeur de la Régie des chemins de fer Abidjan-Niger. Devenu général, il commande le génie des troupes du Maroc.
Il est resté à Abidjan une célèbre avenue à son nom, témoin du souvenir qu'il a laissé en Côte d'Ivoire.

## Publications
- « Étude sur les zones de trafic des Chemins de fer coloniaux de l'Afrique Occidentale », Bulletin de la Société française des ingénieurs coloniaux, 1906.
- « L'Ethnographie de la Côte d’Ivoire », Bulletin du Comité de l'Afrique française.